# Stilbula arenae
Stilbula arenae is een vliesvleugelig insect uit de familie Eucharitidae. De wetenschappelijke naam is voor het eerst geldig gepubliceerd in 1934 door Girault.